# Tintenherz (Roman)
Tintenherz ist ein mehrfach ausgezeichnetes Fantasybuch von Cornelia Funke und der erste Band der Tintenwelt-Tetralogie. Die Fortsetzungen heißen Tintenblut, Tintentod und Die Farbe der Rache. In der deutschsprachigen Ausgabe ist das Buch im Jahr 2003 im Cecilie Dressler Verlag erschienen und wurde weltweit über 5 Millionen Mal verkauft.

## Inhalt
Meggie ist die zwölfjährige Tochter des Buchbinders Mortimer Folchart, genannt Mo. Sie hat seine Leidenschaft für Bücher geerbt. Ihre Mutter Resa ist, so wird es Meggie erzählt, eines Tages auf eine Abenteuerreise gegangen und seitdem nicht mehr zurückgekehrt. In einer regnerischen Nacht kommt ein Mann namens Staubfinger zu ihnen nach Hause und warnt sie vor einem gewissen Capricorn. Am nächsten Morgen sagt Mo, dass sie noch zu ihrer Großtante Elinor Loredan  müssen, weil er von ihr noch ein paar Bücher neu binden soll. Staubfinger und seinen gehörnten Marder Gwin nehmen sie mit, auch das Buch „Tintenherz“. Dieses wollen sie dort vor Capricorn verstecken, weil er es unbedingt haben will.
Trotz ihres Verstecks werden sie von Capricorns Männern aufgespürt (ihnen voran Basta, der sich für Capricorns persönlichen Liebling hält), welche Mo entführen und außerdem das Buch mitnehmen sollen. Da Elinor die Einbände ausgetauscht hat, bringt er ein falsches zu seinem Meister. Meggie, Elinor und Staubfinger beschließen, das richtige Buch auszuhändigen, um Mo dafür freizubekommen. Als sie aber in Capricorns Dorf ankommen, entpuppt sich Staubfinger als Verräter, weswegen Meggie zusammen mit Elinor in Mos Zelle gesperrt wird, obwohl sie das richtige Buch ausgehändigt haben. Da Mo Meggie und Elinor eine Erklärung schuldig ist, beginnt dieser zu erzählen:
Er besitzt die Gabe, Gegenstände und Lebewesen aus Geschichten herauszulesen, falls diese gut geschrieben sind. Im Gegenzug müssen Gegenstände bzw. Lebewesen aus der realen Welt in die fiktive als Platzhalter verschwinden. Eines Tages las er aus dem Buch Tintenherz Basta, Capricorn und Staubfinger heraus und Teresa, Meggies Mutter, verschwand darin zusammen mit ihren beiden Katzen. Seither sehnt sich Staubfinger nach seiner Heimat und setzt alles daran, zurückzukommen. Mo kann dies aber nicht tun, da er nicht kontrollieren kann, wen oder was er in das Buch hinein- oder herausliest; außerdem weiß Mo, da er das Buch Tintenherz gänzlich gelesen hat, dass Staubfinger am Schluss der Geschichte sterben würde. Capricorn hingegen möchte unter keinen Umständen zurück in die Geschichte im Buch, sondern genießt sein Leben in Meggies und Mos Welt.
Am nächsten Tag werden die Gefangenen in die Kirche des Dorfes geführt und machen mit dem stümperhaften Darius Bekanntschaft, der zwar auch Mos Gabe hat, aber beim Lesen stottert und daher die Figuren unvollständig herausliest. Mo soll nun den Vorleser ersetzen. Zuvor vernichtet Capricorn jedoch vor Staubfingers Augen alle Exemplare von Tintenherz, die er in vielen Jahren eingesammelt hat – bis auf ein letztes Exemplar, woraufhin Staubfinger wütend wird. Mo muss für Capricorn Gold herauslesen, um sein Können zu beweisen. Das schafft er bei dem Buch Die Schatzinsel zwar, als er aber daraufhin aus dem Buch Tausendundeine Nacht vorliest, holt er den Jungen Farid aus der Geschichte. Der Junge wird in die Zelle nebenan gesperrt. 
In der Nacht werden sie von Staubfinger befreit und fliehen zusammen mit ihm aus dem Dorf. Allerdings werden sie verfolgt, sodass es zu einer Auseinandersetzung kommt, in der Mo von einem Hund gebissen wird und sich am Arm verletzt.
Nach der Flucht entscheidet sich Mo, mit Meggie den Autor von Tintenherz, Fenoglio, aufzusuchen, um diesen zu fragen, ob er noch ein weiteres Exemplar des Buches habe. Nachdem Mo ihm das Problem geschildert hat, erklärt Fenoglio ihnen, dass auch seine Exemplare gestohlen wurden.
In der Zwischenzeit ist Elinor nach Hause gereist und findet all ihre wertvollen Bücher verbrannt vor. Wütend ruft sie Mo an und fliegt sofort mit dem Flugzeug zu ihm. Mo soll sie vom Flugplatz abholen, während Meggie beim Autor bleibt. In dieser Zeit wird Meggie von Capricorns Männern, unter anderem Basta, entdeckt und zusammen mit Fenoglio zurück in Capricorns Dorf gebracht. Sie nehmen an, dass Mo sich freiwillig ausliefern wird, um seine Tochter zu retten. Meggie stellt fest, dass sie Mos Gabe geerbt hat, indem sie die Fee Tinker Bell aus Peter Pan hervorliest. Capricorn erfährt davon und bestimmt sie zur neuen Vorleserin. 
Staubfinger ist in der Zeit mit Farid wieder in der Nähe von Capricorns Dorf, als Mo mit Elinor ankommt. Die Vier entscheiden sich, Meggie und Fenoglio zu retten zu versuchen. Heimlich geht Staubfinger ins Dorf, um mit der stummen Magd Resa das letzte Exemplar von Tintenherz zu stehlen. Die beiden werden allerdings entdeckt und gefangen genommen.
Am nächsten Tag befiehlt Capricorn Meggie sich darauf vorzubereiten zu einem feierlichen Anlass den „Schatten“ aus dem Buch zu lesen. Sie sieht beide Gefangene und erkennt in Resa ihre Mutter wieder.
Zurück in der Zelle erfährt Meggie von Fenoglio, dass der Schatten eine unsterbliche und unverletzliche Gestalt ist, nur auf Capricorn hört und tut, was er befiehlt. Fenoglio entscheidet sich daraufhin den Schatten zu einer gutartigen Figur umzuschreiben.
In der Zeit erfahren Staubfinger und Teresa, dass sie zu einem feierlichen Anlass vom Schatten getötet werden sollen. Sie werden von Capricorn in die Gruft gesperrt, wo sie auf ihre Hinrichtung warten. Staubfinger schafft es, Basta zu überlisten, und flieht, während Basta und Teresa in der Kerkerzelle bleiben. Capricorn entscheidet daher auch Basta hinzurichten, während Staubfinger in Bastas Haus flieht.
Capricorns Männer nehmen in der Zwischenzeit auch Elinor gefangen. Sie kommt in die Zelle von Teresa und Basta. Am Festabend legen Mo und Farid Feuer um für Ablenkung zu sorgen und Meggie zu retten. Meggie liest den Schatten hervor, kann ihn aber durch Fenoglios Schrift auf die gute Seite bringen und Capricorn und die restlichen Anhänger töten oder in die Flucht schlagen, auch Basta. Der Schatten zerfällt und alle seine Opfer werden wiederbelebt. Meggie und Mo werden wieder vereint und stellen fest, dass Fenoglio anstelle des Schattens in die Tintenwelt verschwunden ist.
Staubfinger und Farid beschließen, Meggie und ihrer Familie die letzte Kopie von Tintenherz zu stehlen, denn Staubfinger hofft, einen neuen Vorleser zu finden, der ihm wieder in die Tintenwelt lesen kann. Zusammen mit Darius, ein paar vom Tode auferweckten Tintenherz-Bewohnern, Teresa, Mo und Meggie, fährt Elinor in ihr Haus zurück und fängt wieder an, sich neue seltene Bücher zu kaufen, während in ihrem Garten Feen nisten und Kobolde ihre Höhlen bauen.

## Die handelnden Figuren
- Meggie Folchart ist ein zwölfjähriges Mädchen, das allein mit seinem Vater Mortimer aufwächst. Sie besitzt, wie ihr Vater, die Gabe, beim Vorlesen Figuren oder Sachen aus einer Geschichte heraus- oder hineinzulesen.
- Mortimer Folchart, genannt Mo oder Zauberzunge, ist Meggies Vater. Er ist Buchbinder und -liebhaber. Er hat die Gabe, Wesen oder Sachen aus Texten herauszulesen. Er führt ein unstetes Leben und zieht mit seiner Tochter von Ort zu Ort.
- Teresa Folchart, genannt Resa, ist Mos Ehefrau und Meggies Mutter. Sie wird, als Meggie drei ist, im Austausch für drei herausgelesene Personen mit ihren zwei Katzen in die Tintenwelt hineingelesen und kommt nach vielen Jahren stumm, da sie von Darius herausgelesen wird, als Magd in Capricorns Dorf.
- Staubfinger ist die Hauptfigur aus Fenoglios fiktiver Geschichte Tintenherz. Im Buch wäre er gestorben, allerdings wird er von Mortimer Folchart herausgelesen. Seither ist er in der realen Welt unglücklich und will zurück. Er liebt das Feuer und war in Tintenherz ein Feuerspucker.
- Capricorn ist der Bösewicht der Geschichte. Auch er stammt aus der Tintenwelt und wird mit Basta und Staubfinger von Mo herausgelesen. Im Gegensatz zu Staubfinger gefällt ihm aber die neue Welt.
- Basta ist die rechte Hand Capricorns und ist ihm wie ein treuer Hund ergeben. Er liebt sein Messer und ist sehr abergläubisch. Auch er wird von Mo herausgelesen.
- Elinor Loredan ist Meggies Großtante mütterlicher Seite. Sie liebt Bücher über alles und behandelt sie, als wären es ihre Kinder.
- Farid kommt aus einer der Geschichten aus Tausendundeine Nacht und wurde von Mo in Capricorns Schloss herausgelesen. Er freundet sich mit Staubfinger an und sieht ihn als sein großes Vorbild. Im Gegensatz zu ihm ist er glücklich, aus seiner Geschichte gekommen zu sein.
- Fenoglio ist der Schöpfer der fiktiven Geschichte Tintenherz und ein alter Mann. Er ist völlig fasziniert von seinen erschaffenen Figuren Staubfinger, Basta und vor allem Capricorn, da sie die besten Charaktere sind, die er je erschaffen hat. Als er ihn persönlich trifft, ist Fenoglio so begeistert von Capricorn, dass er ihn anfangs sogar vergöttert.
- Mortola, auch bekannt als Elster, ist eine bevorzugte Magd und die geheime Mutter Capricorns.
- Darius ist der Vorleser von Capricorn, da er auch Mortimers und Meggies Gabe besitzt. Allerdings stottert er vor Angst, sodass die Personen, die er herausliest, meist verstümmelt sind oder z. B. nicht sprechen oder hören können.
- Gwin, ein gehörnter Marder aus der Tintenwelt und Staubfingers, später auch Farids eigenwilliger Gefährte.

## Verfilmungen
- 2008 wurde das Buch unter dem gleichnamigen Titel verfilmt. Die Regie führte Iain Softley.

## Hörbuch
Das deutsche Hörbuch besteht aus 16 CDs  von Rainer Strecker, der auch schon andere Bücher Funkes als Hörbuch las. Die Produktion übernahm Ulrich Maske. Zwischen den Kapiteln wird Musik gespielt.